# Sint-Gertrudiskerk (Sterksel)
De Sint-Gertrudiskerk was een katholiek kerkgebouw te Sterksel, gelegen op de hoek van de huidige Pastoor Thijssenlaan en Valentijn.

## Geschiedenis
Deze kerk werd gebouwd in 1866 en het was een zaalkerk met steunberen en een bescheiden dakruitertje. Deze heeft tot 1927 als parochiekerk dienstgedaan, toen de Sint-Catharinakerk werd ingewijd. Het gebouw was in de jaren '60 van de 20e eeuw in gebruik als pakhuis van de Boerenbond -er was daartoe aan de achterkant een verhoogd betonnen laadplatform aangebouwd- maar werd begin jaren '70 dichtgetimmerd en -gemetseld.
De vervallen kerk werd in 1976 in het geniep -en in het donker- afgebroken op last van burgemeester (van gemeente Maarheeze, waaronder Sterksel toen viel) Van Greunsven, vlak voordat ze 'dreigde' tot rijksmonument te worden verklaard. De vrijgekomen grond werd -samen met aangrenzende percelen- kort daarna bebouwd met villa's.